# 사쿠라이촌 (사이타마현 기타카쓰시카군)
사쿠라이촌(桜井村)은 사이타마현 기타카쓰시카군에 설치되었던 촌이다. 현재의 스기토정 동부에 해당한다.